# Varga Zsolt András
Varga Zsolt András (Varga Zs. András alakban használja, Marosvásárhely, 1968. június 20. –) magyar jogtudós, alkotmányjogász, egyetemi tanár, 2000–2006 és 2010–2013 között Polt Péter legfőbb ügyész helyettese, 2014–2020 között az Alkotmánybíróság tagja, 2021-től a Kúria elnöke.
Kinevezése érdekében a negyedik Orbán-kormány törvényt módosított, hogy a semmilyen bírói tapasztalattal nem rendelkező Varga Zs.-t a Kúria élére jelölhesse, akit az Országos Bírói Tanács nem támogatott. Az Országgyűlés 2020. október 19-én a Kúria elnökévé választotta.

## Életpályája
Jogi diplomáját 1995-ben az ELTE Állam- és Jogtudományi Karán szerezte. 2003-ban PhD fokozatot szerzett, 2010-ben pedig habilitált. 2019-ben katekéta-lelkipásztori munkatárs (BA) végzettséget szerzett a Pázmány Péter Katolikus Egyetem Hittudományi Karán. Szakterülete az alkotmány- és közigazgatási jog.
1993 szeptembere és decembere között tisztviselő a Budapesti V-VIII-XIII. Kerületi Ügyészségen, majd 1995 márciusától augusztusig fogalmazó ugyanitt. 1995-től az Országgyűlési Biztos Hivatalának jogi referense, egy év múlva főosztályvezető-helyettese, 1999–2000 között a hivatal vezetője volt. 2000–2006 és 2010–2013 között Polt Péter legfőbb ügyész helyetteseként dolgozott. 2006–2010 között legfőbb ügyészségi címzetes főtanácsos ügyész. 2013–2014 között címzetes főügyész, a legfőbb ügyész tanácsadója. 2013-tól a Velencei Bizottság tagja, 2017–2019 között a szervezet Nemzetközi Jogi Albizottságának , 2019 decembere óta pedig az Alkotmánybírósági Albizottságának alelnöke. 2014–2020 között az Alkotmánybíróság tagja volt. Lemondását követően kúriai bíró. 2020 októberében a Kúria elnökének választották, amely posztot 2021 januárjától tölt be.  Többek között az Akadémiai Köztestület, a Közigazgatási Továbbképzési Kollégium, a Fédération Internationale pour le Droit Européen (FIDE) magyar tagozata elnökségének, a European Law Institute, a Research Network on EU Administrative Law (ReNEUAL), illetve a The Rule of Law Insttitute, Lublin Project Council tagja, a Szent István Akadémia rendes tagja.

### Tudományos munkássága
1995–1997 között nevelőtanár az ELTE Nagytétényi úti kollégiumában, 1993–2003 között megbízott előadó az ELTE Büntetőjogi Tanszékén. 2004–2009 között a győri Széchenyi István Egyetem Közigazgatási és Pénzügyi Jogi Tanszékének előadója, tudományos főmunkatársa, majd docense. 2004-től tanít a Pázmány Péter Katolikus Egyetem Jog- és Államtudományi Kar Közigazgatási Jogi Tanszékén, először adjunktusként, majd docensként, 2012-től pedig egyetemi tanárként. 2008 júniusától a Közigazgatási Jogi Tanszék tanszékvezetője. 2013–2016 között a jogi kar dékánja, 2016-tól prodékánja.
Az Új Magyar Közigazgatás, Jog-Állam-Politika, Kodifikáció, Pro Publico Bono, Magyar Jog, Állam- és Jogtudomány, Public Governance, Administration and Finances, Eljárásjogi Szemle, Hungarian Yearbook és International Law and European Law, illetve az Acta Humana szerkesztőbizottsági tagja.

## Magánélete
Házas, felesége Kovács Helga Mariann bíró, akit azt követően neveztek ki a személyiségi jogi perekben – így a sajtóperekben is – döntő Fővárosi Ítélőtábla Polgári Kollégiumának tanácselnökévé, hogy a bírák által tartott véleménynyilvánító szavazáson 36:14 arányban alulmaradt. A Kúria és a Fővárosi Ítélőtábla is visszautasította a politikai kinevezés vádját.

## Díjai, elismerései
- 1995: Pro Iuventute Facultatis, ELTE
- 2006: Vám- és Pénzügyőrségért, arany fokozat
- 2006: Legfőbb Ügyészi Elismerő Oklevél
- 2011: Kozma Sándor Díj
- 2016: Nemzeti Közszolgálati Egyetem Gyűrűje
- 2017: Pázmány Plakett (PPKE)
- 2019: PPKE JÁK HÖK Oktatói Életműdíj